# Herb gminy Wyry
Herb gminy Wyry – jeden z symboli gminy Wyry, ustanowiony 26 listopada 1997.

## Wygląd i symbolika
Herb przedstawia na tarczy w polu błękitnym czarną gałąź z dwoma złotymi liśćmi, symbolizującymi sołectwa gminy (Gostyń i Wyry). 